# Valdeavellano de Ucero
Valdeavellano de Ucero es una localidad española de la provincia de Soria, partido judicial de Burgo de Osma(comunidad autónoma de Castilla y León). Pertenece al municipio de Valdemaluque.

## Historia
En el censo de 1879, ordenado por el conde de Floridablanca,  figuraba como lugar  del Partido de Ucero en la Intendencia de Soria,  con jurisdicción de abadengo y bajo la autoridad del alcalde pedáneo, nombrado por el Obispo de Osma. Contaba entonces con 133 habitantes.
A la caída del Antiguo Régimen la localidad se constituye en municipio constitucional  en la región de Castilla la Vieja que en el censo de 1842 contaba con 23 hogares y 88 vecinos, para posteriormente integrarse en Valdemaluque.

## Demografía
En el año 1981 contaba con 34 habitantes, concentrados en el núcleo principal, pasando a 17 en  2010, 9 varones y 8 mujeres.
| Gráfica de evolución demográfica de Valdeavellano de Ucero entre 2000 y 2010                     |
|                                                                                                  |
| Población de derecho (2000-2010) según los censos de población del INE a 1 de enero de cada año. |